# ناتالی گیریس
ناتالی گیریس (انگلیسی: Nathalie Geeris؛ زادهٔ ۲۰ دسامبر ۱۹۷۱) بازیکن فوتبال اهل پادشاهی هلند است.
وی همچنین در تیم ملی فوتبال زنان هلند بازی کرده‌است.